# Tribu engendrée
Étant donné un ensemble {\displaystyle {\mathcal {C}}} de parties d'un même ensemble X, la tribu engendrée par {\displaystyle {\mathcal {C}}}, ou extension de Borel de {\displaystyle {\mathcal {C}}} est la plus petite tribu (au sens de l'inclusion) contenant {\displaystyle {\mathcal {C}}}. On la note {\displaystyle \sigma ({\mathcal {C}})} ou {\displaystyle B{\mathcal {C}}}.

## Définitions

### Tribu engendrée par un ensemble de parties
Proposition et définition — Soit X un ensemble et {\displaystyle {\mathcal {C}}} un ensemble de parties de X. Il existe une plus petite tribu sur X (pour l'inclusion) qui contienne {\displaystyle {\mathcal {C}}}. On l'appelle la tribu engendrée par {\displaystyle {\mathcal {C}}}, et on la note {\displaystyle \sigma ({\mathcal {C}})}.
On prouve facilement l'existence de {\displaystyle \sigma ({\mathcal {C}})} en la définissant comme l'intersection de toutes les tribus sur X qui contiennent {\displaystyle {\mathcal {C}}} (cette intersection a un sens, puisqu'au moins une telle tribu existe, à savoir la tribu dite discrète formée de toutes les parties de X).

### Tribu engendrée par une famille d'applications
Définition — Soit X un ensemble, I un ensemble d'indices et soit pour chaque {\displaystyle i\in I} un espace mesurable {\displaystyle (X_{i},{\mathcal {A}}_{i})} et une application {\displaystyle f_{i}\,\colon \,X\to X_{i}}.
On appelle tribu engendrée par la famille {\displaystyle (f_{i})_{i\in I}} la tribu engendrée par la réunion des tribus images réciproques {\displaystyle f_{i}^{-1}({\mathcal {A}}_{i})}. On la note {\displaystyle \sigma (f_{i},i\in I)}.
On vérifie facilement que :
- la tribu engendrée est la plus petite tribu qui rende simultanément mesurables toutes les applications fi.
- en notant {\displaystyle {\mathcal {A}}=\sigma (f_{i},i\in I)}, pour toute application {\displaystyle g} d'un espace mesurable {\displaystyle (Y,{\mathcal {B}})} vers {\displaystyle (X,{\mathcal {A}})}, g est mesurable si et seulement si chaque {\displaystyle f_{i}\circ g} l'est[4].

## Exemples
- Soit {\displaystyle A\in {\mathcal {P}}(X),A\neq X} et {\displaystyle A\neq \varnothing }, alors {\displaystyle \sigma (\{A\})=\{\varnothing ,A,{}^{c}A,X\}}.
- Soit {\displaystyle {\mathcal {L}}=\{\{x\},x\in X\}} l'ensemble des singletons de l'univers {\displaystyle X\,}. La tribu {\displaystyle \sigma ({\mathcal {L}})} est égale à {\displaystyle \{A\in {\mathcal {P}}(X),A} ou {\displaystyle {}^{c}A\,} dénombrable {\displaystyle \}\,}.
- Dans un espace topologique, la tribu engendrée par les ouverts (ou, ce qui revient au même, par les fermés) est appelée la tribu borélienne.
- Étant donné un espace mesuré {\displaystyle (X,{\mathcal {A}},\mu )}, la tribu engendrée par les éléments de {\displaystyle {\mathcal {A}}} et les ensembles négligeables pour μ est appelée la tribu complétée de {\displaystyle {\mathcal {A}}}. Elle est évoquée à l'article « Complétion d'une mesure ».

## Construction transfinie
Un procédé de construction récurrence transfinie permet plus généralement une description de la tribu engendrée par une partie {\displaystyle {\mathcal {C}}}. Il a été appliqué dès 1898 par Émile Borel pour définir la famille qu'on appelle aujourd'hui tribu borélienne.
Pour le décrire posons d'abord une notation : pour {\displaystyle {\mathcal {F}}} ensemble de parties d'un ensemble X, on notera {\displaystyle {\mathcal {F}}_{\sigma }} l'ensemble des réunions dénombrables d'éléments de {\displaystyle {\mathcal {F}}} et {\displaystyle {\mathcal {F}}_{\delta }} l'ensemble des intersections dénombrables.
Une première idée, non concluante, pourrait être la suivante : on part de l'ensemble {\displaystyle {\mathcal {F}}_{0}} composé des éléments de {\displaystyle {\mathcal {C}}} et de leurs complémentaires. Pour construire de nouveaux éléments de la tribu engendrée, on applique aux parties qui figurent dans la classe {\displaystyle {\mathcal {F}}_{0}} les opérations de réunion dénombrable et d'intersection dénombrable : on obtient ainsi une nouvelle classe {\displaystyle {\mathcal {F}}_{1}}. On recommence l'opération en posant {\displaystyle {\mathcal {F}}_{2}=({\mathcal {F}}_{1})_{\sigma }\cup ({\mathcal {F}}_{1})_{\delta }} et ainsi de suite par récurrence. On pourrait espérer que la réunion de la suite croissante des {\displaystyle {\mathcal {F}}_{n}} réponde à la question : elle n'est évidemment pas vide, chaque {\displaystyle {\mathcal {F}}_{n}} est stable par complémentaire, les opérations de réunion ou d'intersection infinie envoient {\displaystyle {\mathcal {F}}_{n}} dans {\displaystyle {\mathcal {F}}_{n+1}}. Mais ce dernier point n'entraîne pas qu'elles envoient la réunion des {\displaystyle {\mathcal {F}}_{n}} dans elle-même : qu'on songe à une possible suite d'ensembles {\displaystyle (A_{i})_{i\in \mathbb {N} ^{*}}} où chaque {\displaystyle A_{i}} est un élément de {\displaystyle {\mathcal {F}}_{i}\setminus {\mathcal {F}}_{i-1}}. Rien ne permet d'assurer que sa réunion ni son intersection sera elle aussi dans l'un des {\displaystyle {\mathcal {F}}_{n}}.
Cette idée peut pourtant être exploitée mais à condition de pousser plus loin la construction en effectuant une récurrence transfinie. On définit une application de source {\displaystyle \aleph _{1}+1} telle que à chaque ordinal {\displaystyle \alpha \in \aleph _{1}+1} l'application associe un ensemble de parties de X, selon la procédure suivante :
- {\displaystyle {\mathcal {F}}_{0}} est l'ensemble composé des éléments de {\displaystyle {\mathcal {C}}} et de leurs complémentaires. ;
- pour tout ordinal α, {\displaystyle {\mathcal {F}}_{\alpha +1}=({\mathcal {F}}_{\alpha })_{\sigma }\cup ({\mathcal {F}}_{\alpha })_{\delta }} ;
- pour tout ordinal limite β, {\displaystyle {\mathcal {F}}_{\beta }=\bigcup _{\alpha <\beta }{\mathcal {F}}_{\alpha }}.

Notons ω1 le premier ordinal non dénombrable ; on vérifie alors facilement que :
- L'inclusion dans le sens {\displaystyle \supset } est facile - par récurrence transfinie on constate aisément que pour tout ordinal α, {\displaystyle {\mathcal {F}}_{\alpha }} est inclus dans {\displaystyle \sigma ({\mathcal {C}})}. Dès lors l'ensemble {\displaystyle \bigcup _{\alpha <\omega _{1}}{\mathcal {F}}_{\alpha }} l'est aussi.
- Pour le sens {\displaystyle \subset }, on remarque que {\displaystyle {\mathcal {C}}\subset {\mathcal {F}}_{0}\subset \bigcup _{\alpha <\omega _{1}}{\mathcal {F}}_{\alpha }} et qu'il suffit donc de s'assurer que ce dernier ensemble est lui-même une tribu pour garantir qu'il contiendra {\displaystyle \sigma ({\mathcal {C}})}. Or il est non vide de façon évidente, stable par complémentarité parce que chaque {\displaystyle {\mathcal {F}}_{\alpha }} l'est (récurrence transfinie facile, à l'aide des lois de De Morgan pour le passage à un ordinal successeur), seule la stabilité par réunion dénombrable demande un peu d'attention. Soit donc {\displaystyle (A_{i})_{i\in \mathbb {N} }} une suite d'éléments de {\displaystyle \bigcup _{\alpha <\omega _{1}}{\mathcal {F}}_{\alpha }} ; pour chaque {\displaystyle i} notons {\displaystyle \alpha _{i}} le plus petit ordinal tel que {\displaystyle A_{i}\in {\mathcal {F}}_{\alpha _{i}}}, et posons enfin {\displaystyle \beta =\bigcup _{i\in \mathbb {N} }\alpha _{i}}. Comme réunion dénombrable d'ordinaux dénombrables, β est lui-même un ordinal dénombrable — il est alors aisé de vérifier que {\displaystyle \bigcup _{i\in \mathbb {N} }A_{i}\in {\mathcal {F}}_{\beta +1}\subset \bigcup _{\alpha <\omega _{1}}{\mathcal {F}}_{\alpha }}. La stabilité par réunion dénombrable est prouvée[6].

Lorsque X est un espace topologique métrisable et {\displaystyle {\mathcal {C}}} la topologie sur X, cette construction admet des variantes. Il n'est ici pas nécessaire d'initialiser la récurrence en mêlant ouverts et fermés comme on le ferait si l'on suivait le mode d'emploi donné plus haut pour définir {\displaystyle {\mathcal {F}}_{0}}. En effet la métrisabilité garantit que tout fermé est un Gδ (et tout ouvert un Fσ) donc si l'on initialise la récurrence en prenant {\displaystyle {\mathcal {F}}_{0}={\mathcal {C}}}, on retrouve les fermés dès {\displaystyle {\mathcal {F}}_{1}} ; on peut bien sûr symétriquement choisir une initialisation à partir de l'ensemble des fermés. La considération conjointe de ces deux itérations parallèles conduit à l'introduction de notations standardisées, ces familles croissantes de classes jouant un rôle important en théorie descriptive des ensembles : c'est ce qu'on appelle la hiérarchie de Borel.

## Un résultat de cardinalité
Théorème — Soit {\displaystyle (X,{\mathcal {A}})} un espace mesurable. S'il existe une partie infinie dénombrable de la tribu {\displaystyle {\mathcal {A}}} qui engendre celle-ci, alors {\displaystyle {\mathcal {A}}} a la puissance du continu.
Ce théorème s'applique notamment à la tribu borélienne sur l'espace ℝn, qui est engendrée par les pavés à coordonnées rationnelles. Plus généralement, sa conclusion est aussi valable sur tout espace de Lusin infini.

## Extensions de fonctions d'ensembles
Dans les problèmes évoqués dans cette section, on dispose d'informations sur une fonction μ définie sur une classe {\displaystyle {\mathcal {C}}} de parties d'un ensemble X, et l'on souhaite les propager à toute la tribu engendrée {\displaystyle \sigma ({\mathcal {C}})}.

### Problèmes d'unicité
Dans cette problématique, on sait que μ est la restriction d'une mesure ; on veut s'assurer disposer avec cette restriction d'assez d'informations au sujet pour caractériser complètement μ.
Il s'avère que la connaissance d'une mesure sur une partie génératrice d'une tribu ne permet pas en général sa reconstitution : deux mesures peuvent coïncider sur une classe {\displaystyle {\mathcal {C}}} sans pour autant coïncider sur toute la tribu {\displaystyle \sigma ({\mathcal {C}})}.
Exemples :
- Sur {\displaystyle \Omega =\{1\}} singleton, on donne {\displaystyle \mu (\varnothing )=0}. La tribu engendrée par {\displaystyle \{\varnothing \}} est {\displaystyle {\mathcal {P}}(\{1\})} tout entier. En l’absence d’information sur {\displaystyle \mu (\{1\})}, il n’est pas possible de connaître μ. μ peut par exemple être la mesure nulle (si {\displaystyle \mu (\{1\})=0}), une mesure de probabilité (si {\displaystyle \mu (\{1\})=1}), ou tout multiple positif de cette dernière.
- Même si l'on sait que la mesure à reconstituer est une mesure de probabilité sur la tribu engendrée, sa reconstitution n'est pas forcément possible. Soit {\displaystyle \Omega =\{aa,ab,ba,bb\}} un ensemble à quatre éléments. L'ensemble de parties {\displaystyle \{\{aa,ab\},\{aa,ba\}\}} est manifestement générateur de la tribu discrète. Pourtant, si l'on sait qu'une mesure de probabilité vérifie les deux conditions {\displaystyle P(\{aa,ab\})=1/2} et {\displaystyle P(\{aa,ba\})=1/2}, deux reconstitutions au moins en sont-elles envisageables : peut-être tous les tirages sont-ils équiprobables, ou peut-être seuls les tirages aa et bb sont-ils possibles avec équiprobabilité.

Pour une mesure de probabilité, il existe toutefois une condition suffisante simple garantissant que ses valeurs sur {\displaystyle {\mathcal {C}}} la caractérisent : il suffit que {\displaystyle {\mathcal {C}}} soit stable par intersection finie (en jargon de théorie de la mesure, on dit que c'est un π-système). Précisément, on a :
Lemme d'unicité des mesures de probabilité — 
Deux mesures de probabilité {\displaystyle \mathbb {P} \ } et {\displaystyle \mathbb {Q} \ } définies sur l'espace probabilisable {\displaystyle (\Omega ,{\mathcal {A}})} et coincidant sur un ensemble d'événements {\displaystyle {\mathcal {C}}\subset {\mathcal {A}}} stable par intersection (finie) coïncident aussi sur la tribu engendrée par {\displaystyle {\mathcal {C}}} :
La démonstration est immédiate à partir d'un lemme, dit « lemme de classe monotone » ou « théorème lambda-pi de Dynkin » :
Lemme de classe monotone — Soit X un ensemble et {\displaystyle {\mathcal {C}}} une partie de {\displaystyle {\mathcal {P}}(X)} supposée stable par intersection finie. Alors la tribu {\displaystyle \sigma ({\mathcal {C}})} engendrée par {\displaystyle {\mathcal {C}}} peut être décrite comme la plus petite partie de {\displaystyle {\mathcal {P}}(X)} qui :
- contienne X ;
- soit stable par différence de parties emboîtées : si {\displaystyle A\subset B} y figurent tous deux, {\displaystyle B\setminus A} doit y figurer aussi ;
- soit stable par réunion dénombrable croissante.

Un exemple positif d'utilisation des résultats de cette section est la caractérisation des mesures de probabilité par leur fonction de répartition, l'ensemble des intervalles de la forme ]–∞, x], x ∈ ℝ étant générateur de la tribu borélienne et stable par intersection.

### Problèmes d'existence
Ici le problème est de généraliser dans un cadre abstrait les idées qui ont abouti à la définition de la mesure de Lebesgue sur la droite réelle : étant donné une classe d'ensembles {\displaystyle {\mathcal {C}}} sur lesquels une définition de la mesure paraît très naturelle (les rectangles dans le cadre de la mesure de Lebesgue dans le plan), on dispose sur cette classe d'une fonction d'ensembles μ raisonnable (l'aire). Quelles conditions seront-elles suffisantes pour que cette fonction d'ensembles puisse être prolongée à toute la tribu engendrée par {\displaystyle {\mathcal {C}}}, y compris les ensembles biscornus qu'elle peut contenir ?
Une réponse est apportée par le théorème d'extension de Carathéodory. En voici un énoncé possible (dans cet énoncé, on entend par « mesure » sur un anneau d'ensembles une application de cet anneau vers [0, +∞], σ-additive et prenant au moins une valeur finie) :
Théorème — Toute mesure sur un anneau d'ensembles admet au moins un prolongement en une mesure définie sur la tribu engendrée par cet anneau.